# Città di Tripoli
Il Città di Tripoli fu un piroscafo misto, appartenuto con questo nome alla Tirrenia di Navigazione dal 1937 al 1941. Utilizzato come incrociatore ausiliario durante il primo conflitto mondiale, nel dicembre 1940 fu nuovamente requisito dalla Regia Marina e destinato ai trasporti nell'Egeo, venendo silurato e affondato nel luglio 1941 dal sommergibile britannico HMS Torbay.

## Caratteristiche
Il Città di Tripoli era un piroscafo misto merci e passeggeri. Lungo 96,5 metri e largo 12,6, poteva trasportare un massimo di 1150 passeggeri, che avevano a disposizione 27 cabine di prima classe (per un totale di 53 posti letto), 16 cabine di seconda classe (con 62 letti in totale) e dormitori di terza classe con un totale di 102 posti per uomini e 36 per donne. La nave disponeva inoltre di cinque stive per il carico, con un volume complessivo di 1 815 m³, ciascuna servita da due bighi e da due verricelli.
Il piroscafo era spinto da due eliche, ciascuna connessa tramite una linea d'asse ad una macchina alternativa a vapore a triplice espansione dalla potenza di 1 600 cavalli; raggiungeva una velocità massima di 13,5 nodi, mentre la velocità di servizio era 12 nodi. 

## Servizio
Il Città di Tripoli fu varato a inizio maggio 1915 presso il cantiere navale di Ancona. Il 23 dello stesso mese, mentre l'allestimento era ancora in corso, fu danneggiato da un bombardamento navale austro-ungarico, venendo consegnato alla proprietaria Società Sicilia il 19 marzo dell'anno seguente. Requisito dalla Regia Marina, fu impiegato come incrociatore ausiliario fino alla fine della prima guerra mondiale, quando fu restituito alla società proprietaria. Il Città di Tripoli fu destinato ai collegamenti con la Libia, passando di mano alla Società Italia nel 1923 e poi alla Compagnia Italiana Transatlantica (Citra) nel 1926.
Nel 1932 il piroscafo confluì insieme al resto della flotta della Citra nella neocostituita Tirrenia, Flotte Riunite Florio - Citra, per poi passare nel 1937 alla Tirrenia di Navigazione, per la quale continuò a prestare servizio sulle linee Napoli - Cagliari, Napoli - Siracusa - Bengasi e Siracusa - Bengasi. Il 22 dicembre 1940, dopo l'ingresso dell'Italia nella seconda guerra mondiale, fu requisito dalla Regia Marina e destinato a effettuare trasporti nell'Egeo. La mattina del 2 luglio 1941, mentre era in viaggio da Samo al Pireo, fu silurato dal sommergibile britannico HMS Torbay e affondato, causando la perdita di 11 membri dell'equipaggio.

## Navi gemelle
- Città di Bengasi